# Чистопрудне
Чистопру́дне (рос. Чистопрудное) — село у складі Шадрінського району Курганської області, Росія. Адміністративний центр Чистопрудненської сільської ради.
Населення — 722 особи (2010, 929 у 2002).
Національний склад станом на 2002 рік: росіяни — 95 %.